# Barbus neumayeri
Barbus neumayeri е вид лъчеперка от семейство Шаранови (Cyprinidae). Видът не е застрашен от изчезване.

## Разпространение
Разпространен е в Бурунди, Демократична република Конго, Кения, Руанда, Танзания и Уганда.

## Описание
На дължина достигат до 11,8 cm.